# Manhasset
Manhasset è un census-designated place degli Stati Uniti d'America nella Contea di Nassau, nello Stato di New York. Nel 2010 la popolazione contava 8 080 abitanti.
Manhasset è un termine nativo americano che è tradotto come "il quartiere dell'isola". Nel 2005 in un articolo il Wall Street Journal ha piazzato Manhasset come la miglior città per le famiglie nell'area metropolitana di New York.
A Manhasset si svolge una parte importante della trama del romanzo Il bar delle grandi speranze di J. R. Moehringer.